# Polioptila californica
La perlita californiana (Polioptila californica) es una especie de ave paseriforme de la familia Polioptilidae, perteneciente al numeroso género Polioptila. Es nativa del suroeste de América del Norte.

## Distribución y hábitat

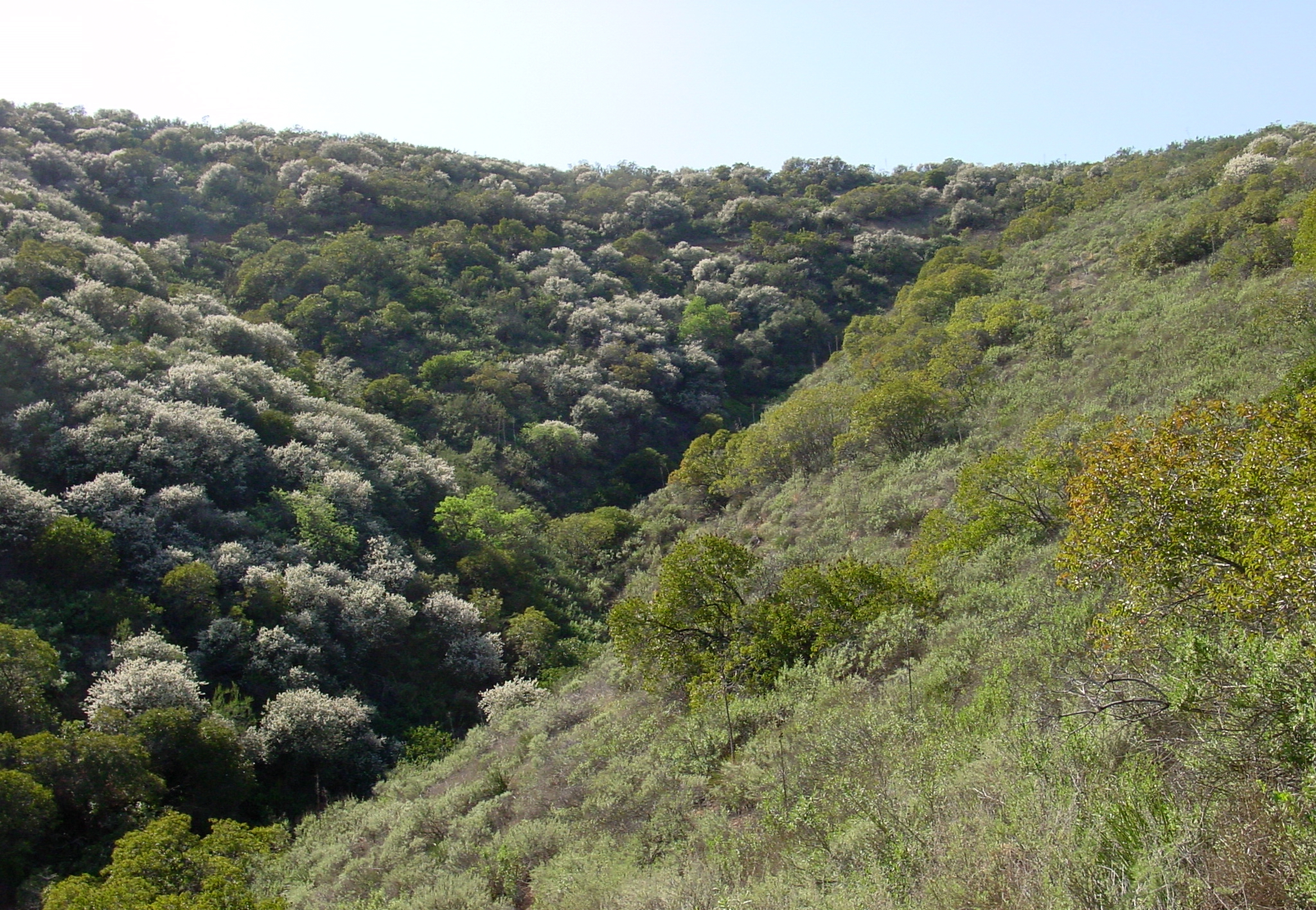
Matorral costero de salvia, en las montañas de Santa Mónica, ejemplo de hábitat de la especie.

Se distribuye desde el sur de California, en Estados Unidos a través de Baja California y Baja California Sur en México. En la parte norte de su área de distribución (sur de California) esta especie fue clasificada como amenazada por el Servicio de Pesca y Vida Silvestre de los Estados Unidos en 1993 debido al creciente desarrollo urbano en su hábitat de matorrales costeros.
Habita en una variedad de tipos de vegetaciones de matorrales áridos. En su limitado rango de distribución en los Estados Unidos, es conocida como un residente obligatorio de matorrales de salvia y chaparral costeros, siendo que probablemente ningún otro pájaro de California está tan estrictamente confinado a los arbustales. Sin embargo en su rango primario en Baja California, ocurre ampliamente en una variedad de hábitats áridos. Por debajo de los 500 m de altitud.

## Descripción
Es pequeña, mide entre 9,5 y 10,5 cm de longitud y pesa entre 5 y 7 g. El macho es de color gris oscuro en general, que se distingue únicamente por su corona y su pico negro. Tiene la cola larga, delgada y de color negro, con las puntas y los bordes en la parte inferior blancas. Sin embargo, el macho pierde los colores del plumaje en el invierno y obtiene un plumaje similar al de la hembra. La hembra es similar al macho, pero la corona es de gris azulado.

## Sistemática

### Descripción original
La especie P. californica fue descrita por primera vez por el ornitólogo estadounidense William Brewster en 1881 bajo el mismo nombre científico; su localidad tipo es: «Riverside, San Bernardino County. [= Riverside County], California».

### Etimología
El nombre genérico femenino «Polioptila» es una combinación de las palabras del griego «polios» que significa ‘gris’, y «ptilon» que significa ‘plumaje’; y el nombre de la especie «californica» se refiere a California, a localidad tipo.

### Taxonomía
Ya fue considerada conespecífica con la perlita colinegra (Polioptila melanura) pero esta fue separada con base en diferencias morfológicas, vocales, de hábitat, y en evidencias genéticas.

### Subespecies
Según la clasificación Clements Checklist/eBird v.2021 se reconocen tres subespecies, con su correspondiente distribución geográfica:
- Polioptila californica californica Brewster, 1881 – suroeste de California al sur hasta el noroeste de Baja California.
- Polioptila californica pontilis van Rossem, 1931 – centro de Baja California entre las latitudes 30°N a 27°N.
- Polioptila californica margaritae Ridgway, 1904 – Baja California; isla Santa Margarita e isla Espírito Santo.

La clasificación del Congreso Ornitológico Internacional (IOC) lista la subespecie P. califonica atwoodi Mellink & Rea, 1994 y no lista pontilis.